# Led Zeppelin II
Led Zeppelin II  је други студијски албум енглеске рок групе Лед Зепелин, објављен 22. октобра 1969. у Сједињеним Државама и 31. октобра 1969. у Уједињеном Краљевству у издању Atlantic Records. Снимање албума одвијало се на неколико локација у Уједињеном Краљевству и Северној Америци од јануара до августа 1969. За продукцију албума заслужан је главни гитариста и текстописац бенда Џими Пејџ, а то је био и први албум Лед Зепелина на којем је Еди Крејмер био инжењер.
На албуму је приказан еволуирајући музички стил бенда. Песме потиче од блуза и звуком заснованим на гитарском рифу. Описан је као најтежи албум бенда. Шест од девет песама је написао бенд, док су остале три нумере биле реинтерпретације чикашких блуз песама Вилија Диксона и Хаулина Волфа. Сингл, „Whole Lotta Love“, објављен је ван Уједињеног Краљевства (бенд није објавио ниједан британски сингл током своје каријере), и достигао је врхунац међу десет најбољих синглова на преко десетина тржишта широм света.
Led Zeppelin II је био комерцијално успешан и био је први албум бенда који је достигао прво место на топ листама у Великој Британији и САД. Дизајнер омота албума Дејвид Џунипер номинован је за Греми награду за најбољи пакет снимака 1970. 15. новембра 1999. албум је добио 12× платинасти сертификат од стране Америчког удружења дискографских кућа (RIAA) за продају у преко 12 милиона примерака. Од објављивања, разни писци и музички критичари наводе Led Zeppelin II као један од највећих и најутицајнијих албума свих времена.

## Историјат
Албум је замишљен током интензивног периода активности бенда од јануара до августа 1969. године, када су завршили четири европске и три америчке концертне турнеје. Свака песма је засебно снимљена, миксована и продуцирана у различитим студијима у Великој Британији и Северној Америци. Албум је писан на турнеји, у периодима од по пар сати између концерата, резервисан је студио и почео процес снимања, што је нужно резултирало спонтаношћу и хитношћу, што се огледа и у звуку. Неколико песама је произашло из импровизације током турнеје, укључујући и инструменталне деонице Dazed and Confused, а снимане су углавном уживо у студију.
Певач Роберт Плант касније се пожалио да су сесије писања, снимања и миксања рађене на много различитих локација, и критиковао је процес писања и снимања.
Пејџ и Крејмер су провели два дана миксајући албум у студију А&Р, а за продукцију албума у потпуности је заслужан Џими Пејџ, са инжењерингом Едија Крејмера.

## Музика и текстови
Нумере одражавају еволуирајући звук бенда и наступе уживо. Плант је стекао своје прве заслуге за писање песама на Led Zeppelin II;  није био у могућности да се његов допринос процесу писања припише на песмама са првог албума због претходног уговора са CBS Records.

## Песме
А страна
| №               | Назив                            | Трајање |  |
| 1.              | Whole Lotta Love                 | 5:33    |  |
| 2.              | What Is and What Should Never Be | 4:47    |  |
| 3.              | The Lemon Song                   | 6:20    |  |
| 4.              | Thank You                        | 3:50    |  |
| Укупно трајање: | Укупно трајање:                  | 20:30   |  |

Б страна
| №               | Назив                                   | Трајање |  |
| 1.              | Heartbreaker                            | 4:15    |  |
| 2.              | Living Loving Maid (She's Just a Woman) | 2:40    |  |
| 3.              | Ramble On                               | 4:35    |  |
| 4.              | Moby Dick                               | 4:25    |  |
| 5.              | Bring It On Home                        | 4:19    |  |
| Укупно трајање: | Укупно трајање:                         | 20:14   |  |